# Maserati 350S
La 350S è una autovettura da competizione costruita dalla Maserati dal 1956 al 1957. Costruita in tre esemplari, il modello fu progettato da Giulio Alfieri, mentre la carrozzeria fu opera di Medardo Fantuzzi. Non aveva portiere ed era a due posti. Era a trazione posteriore.
Il motore era da 3500 cm³ circa, ed era totalmente nuovo. Aveva poco in comune con quello installato sulla Maserati 300S, che aveva raggiunto il suo massimo sviluppo. Montava un cambio a cinque rapporti. Sulle ruote anteriori montava come sospensioni molle elicoidali con doppi ammortizzatori idraulici. Su quelle posteriori era installato il ponte De Dion con balestra trasversale e doppi ammortizzatori idraulici.
La prima autovettura prodotta con numero di telaio  n°3501 fu sviluppata nel 1955. Fu usato un motore in fase di progetto a sei cilindri in linea studiato per la futura Maserati 3500 GT. Aveva un doppio albero a camme in testa  montato su un propulsore da 3485 cm³  di cilindrata con carburatori tipo Weber 42 DCO3. Erogava una potenza di 220 bhp a 5500 giri al minuto. Durante la Mille Miglia del 1956 il pilota Stirling Moss ebbe un incidente con questa vettura, che fu in seguito demolita.
La seconda vettura prodotta, con numero di telaio n°3502, fu piuttosto simile alla prima e fu acquistata da Luigi Piotti. La potenza del motore era di 325 bhp a 6200 giri al minuto. Fu in seguito acquistata da Tony Parravano nel 1957 e venduta nel Connecticut nel 1974 dove è tuttora.
La terza vettura fu presentata all'inizio del 1957 con numero di telaio n°3503. All'inizio fu usato un motore in linea a sei cilindri in seguito convertito in un V12 da 3500 cm³ erogante 335 bhp a 9000 giri al minuto. Un guasto al motore impedì ad Hans Herrmann di partecipare alla Mille Miglia del 1957. Fu in seguito usata da Luigi Piotti e Roberto Bonomi nella 1000 km di Buenos Aires (1957). Attualmente l'autovettura risiede in Belgio, sebbene circola la notizia che esista una copia di questo stesso telaio n°3503.